# Красный Мыс
Красный Мыс — посёлок в Кирсановском районе Тамбовской области России. Входит в состав Ковыльского сельсовета.

## География
Посёлок находится в восточной части Тамбовской области, в лесостепной зоне, в пределах Окско-Донской равнины, на берегах реки Иноковки, на расстоянии примерно 18 километров (по прямой) к западу-юго-западу (WSW) от города Кирсанова, административного центра района.
Часовой пояс
Посёлок Красный Мыс, как и вся Тамбовская область, находится в часовой зоне МСК (московское время). Смещение применяемого времени относительно UTC составляет +3:00.

## Население
| 2010 |
| ---- |
| 16   |

Половой состав
По данным Всероссийской переписи населения 2010 года в гендерной структуре населения мужчины составляли 31,3 %, женщины — соответственно 68,7 %.
Национальный состав
Согласно результатам переписи 2002 года, в национальной структуре населения русские составляли 93 % из 15 чел.

## Улицы
Уличная сеть посёлка состоит из одной улицы (ул. Дачная).